# Castillo de Bourbon-l'Archambault

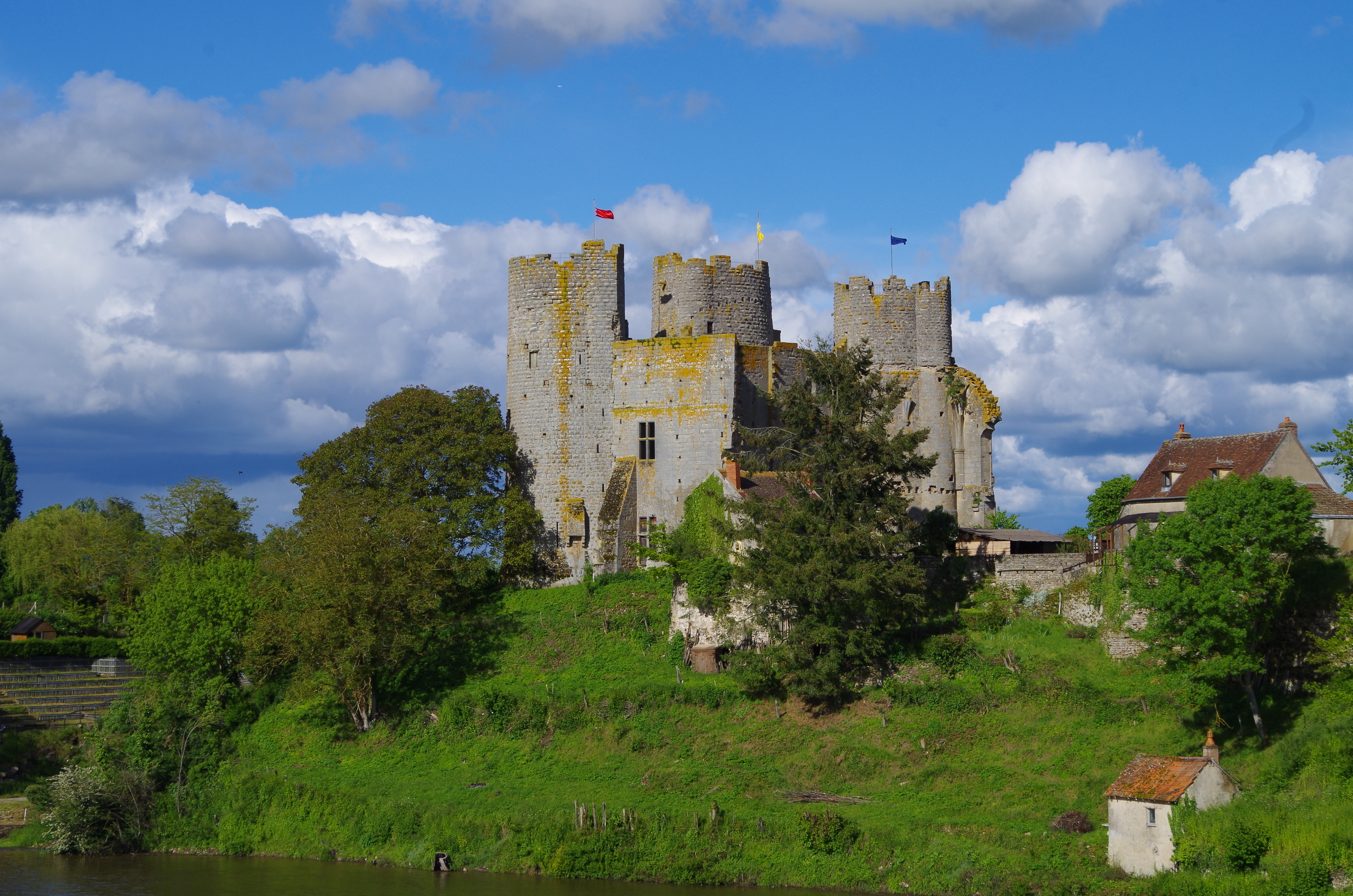

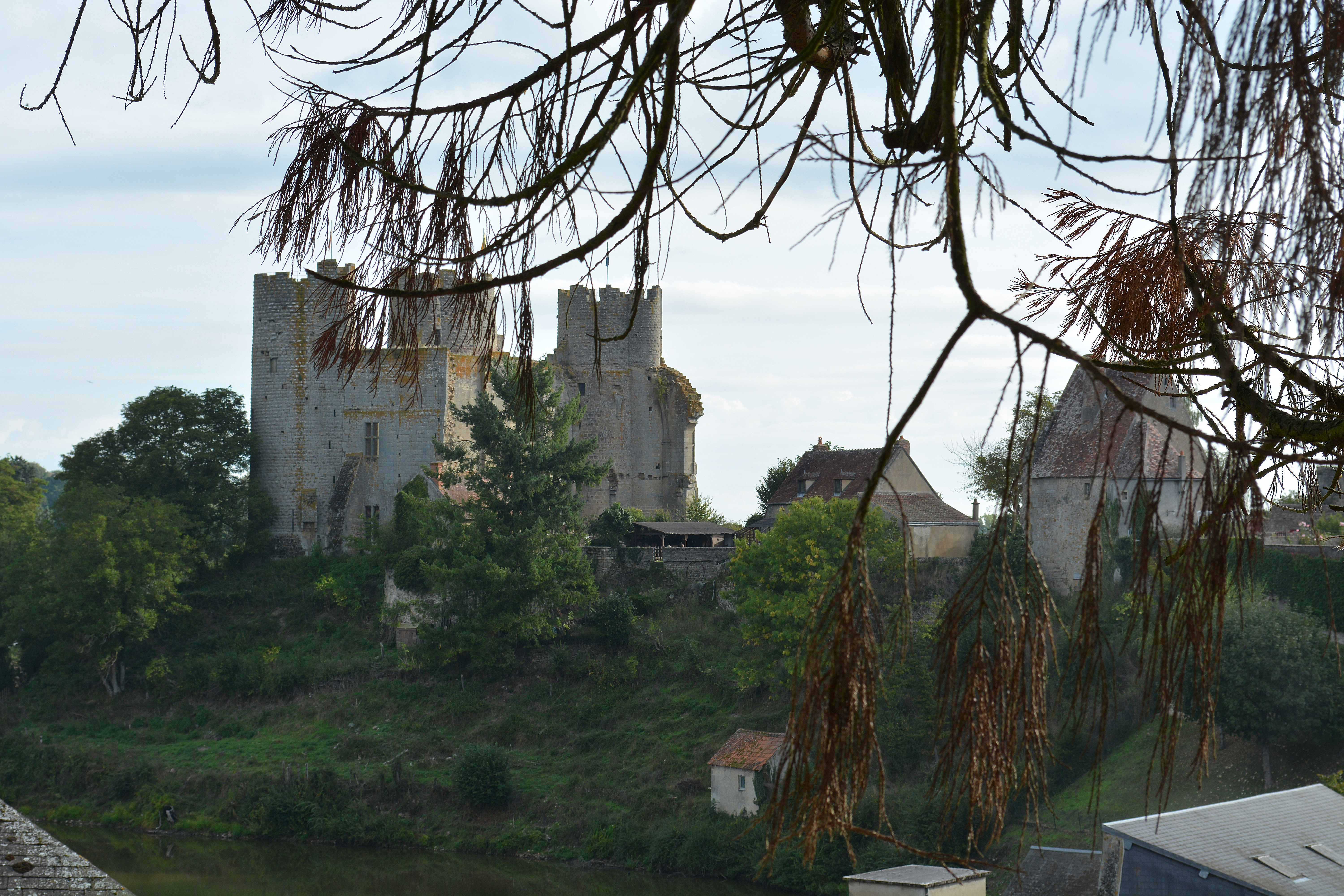

El Castillo de Bourbón-l'Archambault es un antiguo castillo del siglo XIII, reconstruido en varias ocasiones, cuyos restos aparecen en la ciudad de Bourbon-l'Archambault (departamento de Allier y región de Auvernia-Ródano-Alpes).
El señorío, luego ducado, de Borbón dio su nombre a la provincia del Borbonés, que corresponde aproximadamente al actual departamento del Allier y al sureste del departamento de Cher.
El castillo es clasificado como monumento histórico en la lista de monumentos históricos de 1862. La torre Qui qu'en Grogne fue también clasificada como monumento histórico por decreto de 14 de junio de 1961.

## Situación
El castillo de Borbón-l'Archambault se encuentra en el departamento francés del Allier, en la comuna de Bourbon-l'Archambault, veinticinco kilómetros al oeste de Moulins. La esbelta figura de la fortaleza de los antiguos señores de Borbón se encuentra en un promontorio fortificado que domina un burgo o villa conocido desde el siglo X y que se convirtió en capital del cantón.

## Historia
La antigua villa de Borbón perteneció a la región poblada por la tribu de los Bituriges. Fue sede de una vicaria de la provincia del Berry en el siglo X y se convirtió en la capital del señorío de Borbón, pero es preterida por los duques en favor de Moulins en el siglo XIV. Los señores toman el nombre de su capital y a cambio dejan a la localidad el nombre de Archambault o de Archambaud que llevan nueve de ellos entre los siglos X y XII.

### El Archambault
El linaje de los señores de Borbón deriva de Aymar de Borbón († 953). El primer Archambault de Borbón, conocido como Archambaud el Franco, vivió en 959; el segundo en 1018, el tercero en 1064, el cuarto en 1075, el quinto en 1096, el sexto en 1099, el séptimo en 1177, el octavo en 1200, el noveno en 1249. Esta primera línea construyó un importante principado feudal en las fronteras de tres grandes grupos territoriales (Berry, Autunois, Auvernia) aliándose con la Abadía de Cluny (fundación del priorato de Souvigny, dependiente de Cluny, por Aymar en 913) y desde el siglo XII, a los Capetos.
El señor de Borbón Aimon II «Vaire-Vache» se hace vasallo directo del rey de Francia Luis VI. Eginardo menciona un primer castrum en Borbón, mencionado también en la crónica de Fredegario, que relata su destrucción por Pipino el Breve en 761 luchando con el duque de Aquitania por la posesión de Narbona. El castillo de madera se reconstruyó varias veces (se menciona en 947), luego fue reconstruido en piedra a partir del siglo XII, agrandado bajo Felipe Augusto y rodeado con torres redondas en el siglo XIII.

Matilde de Borbón (c.1160-†1228), heredera de esta familia caballeresca, llevó el castillo a la casa Dampierre por su matrimonio con Guido II de Dampierre, condestable de Champaña.

### Los Dampierre y los Borgoña
Entre los siglos XIII y el XIV el castillo se convirtió en una poderosa fortaleza; contaba con quince torres. Los Dampierre tienen su origen en la casa de Borgoña. La boda de Beatriz de Borgoña, heredera del señorío de Borbón con el príncipe Roberto, sexto hijo del rey Luis IX, da a luz a una nueva casa de Borbón, ahora de sangre real. Se reconstruye por entonces el castillo: de esta época son las cuatro grandes torres redondas que datan del final del siglo XIII.

### Los duques de Borbón
Luis I de Borbón, primer duque de Borbón, hijo de Beatriz de Borbón y Roberto de Clermont y nieto de San Luis, se propone, partiendo de los trabajos ya realizados por su padre, ampliar de nuevo su fortaleza. Hizo construir en 1310 una «capilla santa» con el nombre de Notre-Dame, para alojar las santas reliquias que Robert de Clermont trajo a Borbón para su esposa. No muy lejos de Borbón, Luis I construyó por primera vez una torre en el Allier, cerca de Yzeure (señorío importante en el Autunois), en Moulins. 
Entre 1356 y 1369, la fortaleza sufre diversos ataques de las bandas inglesas, y termina siendo incendiada. Después del incendio de 1370, Luis II reconstruye el castillo reforzando el conjunto, y lo convierte en su capital. Se suceden nueve duques: Luis I, Pedro I, Luis II, Juan I, Carlos I, Juan II, Carlos II, Pedro II y Carlos III. Hacia 1485, Juan II reconstruye la «capilla santa», consagrada a san Luis, encargó la construcción de una segunda Capilla Palatina, dedicada a San Luis, que reproducirá los planos y el estilo de la Sainte Chapelle de París. El último duque, muy rico y poderoso, fue nombrado condestable de Francia tras la victoria en la batalla de Marignano. El asunto de la «traición» del condestable Carlos de Borbón se mezcla con las reclamaciones de Luisa de Saboya, Borbón por su madre Margarita, y da lugar a la vinculación del Ducado de Borbón, considerado como un feudo adscrito a la corona desde Luis II (cuñado de Carlos V), desde 1531.

Escudo de los primeros Borbones Capetos.
Escudo de armas de los duques de Borbón (siglos XIV-XVI).

### Casa de Orléans-Valois (dominio real)
La confiscación por Francisco I en 1523 se hizo en beneficio de su madre, Luisa de Saboya, condesa viuda de Angulema, quien en 1515 se convirtió en duquesa de Angulema y Anjou y condesa de Maine; ella misma reclamó el ducado de Borbón para su hijo. A la muerte de Luisa de Saboya en 1531, el ducado quedó adscrito al dominio real. Es el fin del Borbonés como estado principesco feudal.
Francisco creó por primera vez un infantazgo de Borbón en 1544 en beneficio de su último hijo, Carlos de Francia, duque de Angulema y Orleans (1522-1545), pero este último murió sin heredero al año siguiente. El ducado vuelve de nuevo a la corona.
Será una segunda vez creado un ducado de Borbón en dependencia de la corona para el futuro rey de Francia Enrique III (entonces duque de Anjou antes de su acceso al trono). Llevaba el título de Enrique I de Borbón. 
Luego, el ducado regresó a la corona hasta 1661, cuando Luis XIV, por última vez, erigió al Borbonés en un ducado en beneficio de la rama derivada denominada casa de Borbón-Condé.

Escudo de armas de Carlos II de Angulema, efímero duque de Borbón (1544-1545).
Escudo de armas de Enrique de Francia, duque de Orléans y Anjou, duque de Borbón (... - 1574).

Borbón-Archambault se convirtió en un castillo real, pero no había necesidad de fortalezas medievales en el siglo XVI, y el castillo fue abandonado, no siendo ni siquiera habitado por los canónigos que atendían las «capillas santas», quienes se habían construido dos pequeñas casas en el recinto a lo largo del siglo XVI.

### La Casa de Borbón-Condé

Después de más de un siglo en manos de la Corona, el Borbonés es erigido de nuevo en un ducado en 1661, en beneficio de la rama Condé de la Casa de Borbón y del «Gran Condé», Luis II de Borbón-Condé, príncipe de Condé, duque de Enghien, etc., par de Francia, primer príncipe de la sangre, general victorioso en Rocroi, en 1642.
El castillo luego sirvió a príncipes y princesas que venían a tomar las aguas en este lugar durante el siglo XVII. Se sentían atraídos por la reputación de estas aguas para el tratamiento de ciertas enfermedades, que llegaron a competir entonces con las de Vichy. Madame de Montespan murió allí el 26 de mayo de 1707.
Un incendio destruyó parte del castillo en el siglo XVIII. El Príncipe de Condé lo hizo restaurar, sin añadir mejoras, salvo un reloj en la torre Qui Qu'en Grogne, visible desde el pueblo de Bourbon-l'Archambault.

## Durante la Revolución
Los Condé estuvieron entre los primeros émigrés en agosto de 1789 y sus propiedades fueron confiscadas. Solo las tres torres del frente norte no fueron objeto de subasta. El directorio del distrito de Cerilly ordenó que los restos de las «santas capillas» y el castillo fueran adjudicados el 8 de pluviôse del año II (27 de enero de 1794). Las torres se utilizaron como complemento del centro de detención. La propia torre Qui-Qu'en-Grogne se conservó para este propósito.

## Después de la Revolución
Cuando regresaron los Borbón-Condé, en el periodo histórico francés llamado «Restauración», la finca fue recuperada por esta casa nobiliaria.

### La Casa de Orleans

En el siglo XIX, la fortaleza recae, por la voluntad testamentaria del último príncipe de Condé, en el joven duque de Aumale Enrique de Orleans (1822-1897), por entonces de ocho años de edad, junto con el castillo de Chantilly y otras propiedades importantes la casa de Condé. Poco después de esta herencia, se quisieron vender estas ruinas por 2000 francos; pero de la fortaleza original, casi completamente arrasada, se salvaron tres torres gracias a la acción del poeta Achille Allier, incluida la famosa torre Qui-qu'en-Grogne. El duque de Aumale permite que se organice un pequeño museo en las pintorescas ruinas.
A la muerte del duque de Aumale, último propietario único de Borbón, el castillo y sus dominios pasaron a formar parte de los bienes de la casa de Orleans, en posesión indivisa de todos los herederos descendientes de Luis Felipe. La finca fue administrada en nombre del duque de Orleans, Felipe de Orleans, «jefe de la casa de Francia» y orleanista, pretendiente a la corona de Francia. Varios matrimonios entre miembros de esta familia le dieron a Enrique, conde de París, la mayor parte de las acciones de la propiedad de su familia, incluido el castillo de Borbón.

### La Fundación San Luis
Para preservar el futuro de esta propiedad en el patrimonio real, el «conde de París» decidió incluirlo en una fundación familiar, la fundación San Luis, en 1974. Se convirtió en su presidente de honor, una fundación destinada a preservar los más importantes monumentos de los Orleans protegiéndolos de los riesgos de dispersión engendrados a veces por el reparto de herencias. Tuvo once hijos, uno de los cuales murió sin descendencia.
Esta fundación fue presidida por Jean-Albert de Luynes-Dunois, XII duque de Luynes, de 1999 al 2008.

## La torreQui-qu'en-grogne

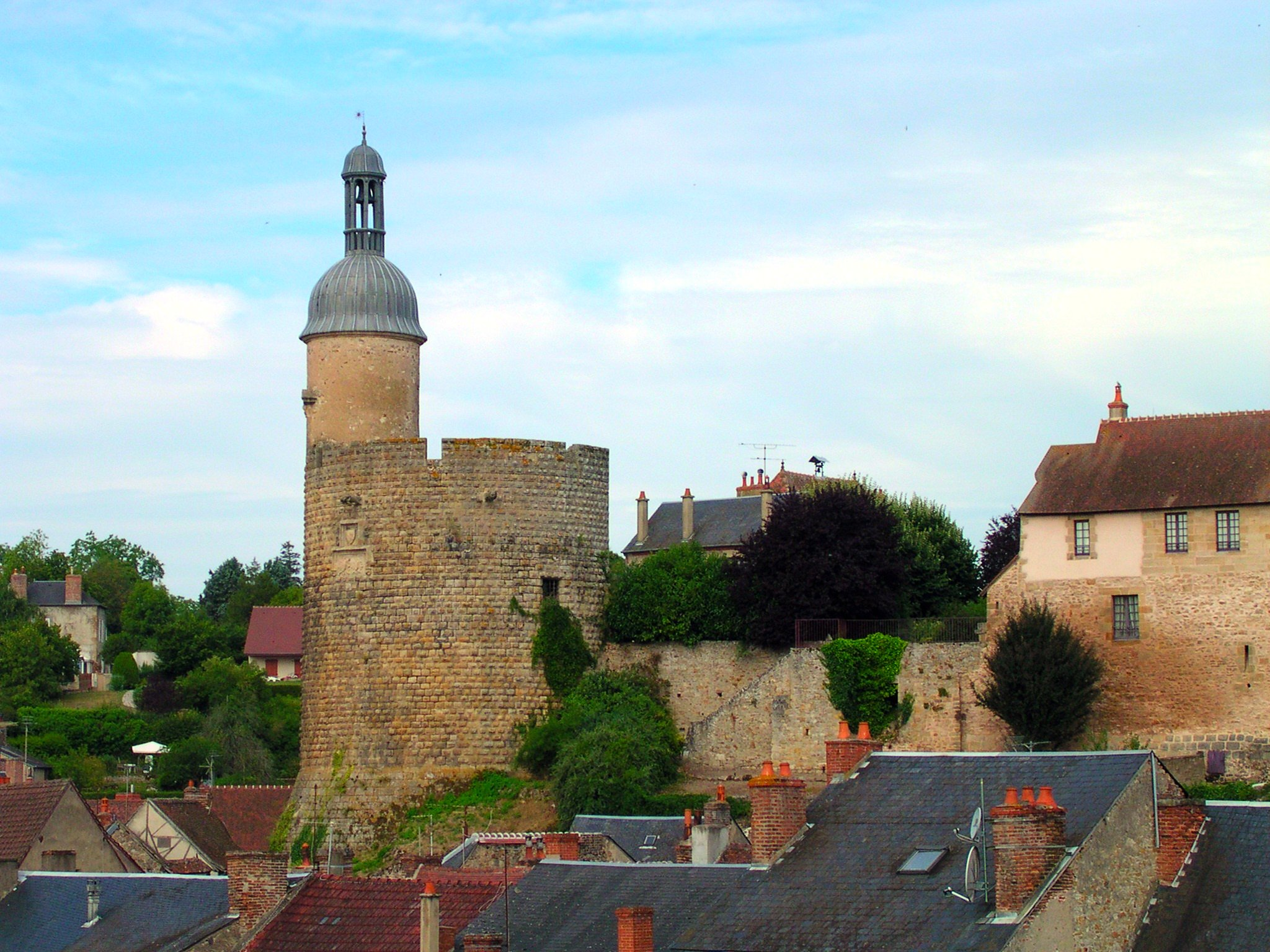

Esta torre circular fue transformada y fortificada bajo Luis II. Se accede por unos escalones desde el patio de la escuela de música (antigua escuela de niñas). Una escalera de caracol permite acceder a los pisos superiores y, en particular, al camino de ronda de la muralla. Era en origen una torre de defensa que cerraba el recinto exterior al sur, y también era un interesante punto de observación para los habitantes del pueblo. La sala del primer piso, que habría sido utilizada como prisión, conserva anillas empotradas en la pared. El campanario con su reloj fue construido sobre su plataforma superior y data del siglo XVIII.